# Mengli Ghirai

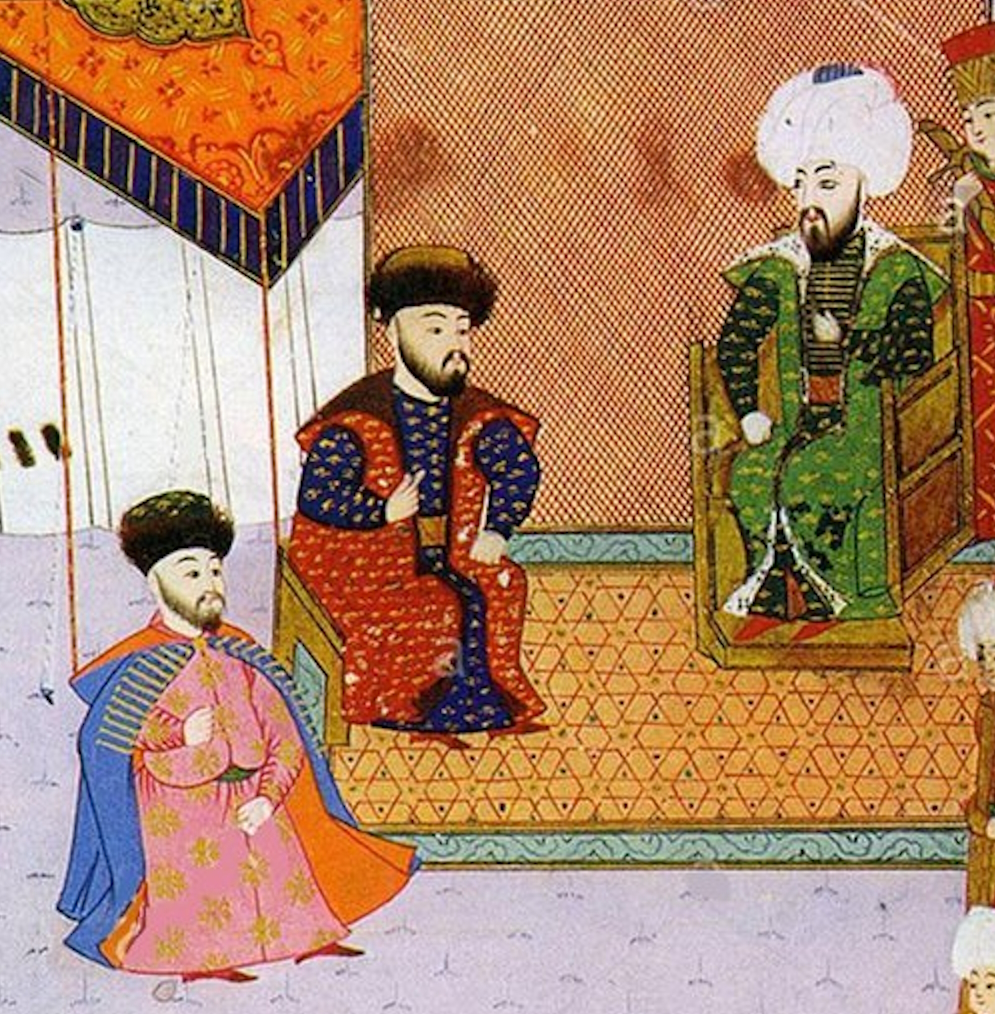
Mengli Ghirai la sultanul Mahomed al II-lea

 Mengli Ghirai  (în tătară Meñli Geray, transliterat ۱منكلى كراى; n. 1445 – d. 1515) a fost han al Hanatului Crimeii, în trei rânduri (1466, 1469–1475, 1478–1515).
În 1484 participă cu oștile alături de armata sultanului Baiazid al II-lea în campania care s-a soldat cu ocuparea Chiliei și Cetății Albe de către otomani. :p. 220 În 1492 a încheiat un tratat de alianță cu domnul Moldovei Ștefan cel Mare. :p. 168